# 阿蘭語
阿蘭語是阿蘭人於1世紀至13世紀間所使用的語言。該語言系源於早期斯基泰－薩爾馬提亞語，目前關於該語言的紀載，僅有部分片段見諸東羅馬帝國的希臘語文獻。該語言僅有奧塞梯語留存至今。阿蘭語在民族大遷徙期間，大規模西遷至伊比利亚半岛和馬格里布，直到409年被西哥特人和東羅馬帝國驅逐為止。
與黑海斯基泰語不同，奧塞提亞語並未經歷原始斯基泰語中/d/音向/δ/再演變為/l/的變化。儘管如此，/d/音在奧塞提亞語詞首位置仍發展為/δ/音。
澤連丘克銘文（Zelenchuk inscription）位於今日俄羅斯卡拉恰伊‑切爾克斯共和國境內，約可追溯至10世紀。該碑銘雖使用希臘字母，並包含阿蘭人姓名與父名體，然而語言學分析未能確認其為阿蘭語紀念碑。部分學界認為，銘文中的部分詞彙（如「ΔΖΟΥΒΑΡ」，即 dzuar）為奧塞提亞語借詞，而非純正的阿蘭語使用例。
1240年蒙古征戰期間，阿蘭王國位於高加索北部的領地被摧毀，部分阿蘭人撤退至高加索山區，與當地原住民族融合，逐漸形成現代奧塞梯人族群，並發展出奧塞梯語。

## 音系學
與阿蘭語語音系統最為接近的是奧塞提亞語的古老迪戈爾奧塞梯語。根據語音重建研究，兩者之間的主要差異包括：
阿蘭語中，原始伊朗語的元音 a 在鼻音前仍維持不變，尚未如奧塞提亞語那樣變為 o，例如阿蘭語中「日」為 ban、「名字」為 nam，對應於現代奧塞提亞語的 bon、nom；
阿蘭語缺乏一系列清塞音與喉塞音（p、t、ts、ch、k），這些音是在奧塞提亞語中由高加索地區的基層語言吸收而來。此外，阿蘭語中也不具備清喉擦音 kh（即 q 音），此音可能為後期自突厥語族語言所借入。

## 詞彙
下表為不同印伊語言關於「馬」的字詞比較：
| 語言       | 系屬            | 馬             |
| ---------- | --------------- | -------------- |
| 阿蘭語     |                 | *asφa          |
| 立陶宛语   | 波羅的語支      | ašvà           |
| 梵语       | 印度-雅利安語支 | áśva           |
| 塞語       | 東北伊朗語支    | aśśa           |
| 普什图语   | 東伊朗語支      | ās             |
| 奧塞梯語   | 東北伊朗語支    | ӕfsӕ(D)/efs(I) |
| 瓦罕语     | 東北伊朗語支    | yaš            |
| 雅格諾比語 | 東北伊朗語支    | asp            |
| 阿維斯陀語 | 西南伊朗語支    | aspa           |
| 俾路支语   | 西北伊朗語支    | asp            |
| 庫爾德語   | 西北伊朗語支    | hesp           |
| 米底语     | 西北伊朗語支    | aspa           |
| 古波斯語   | 西南伊朗語支    | asa            |
| 中古波斯语 | 西南伊朗語支    | asp            |
| 波斯语     | 西南伊朗語支    | asb            |